# Meg Stinks!
Meg Stinks! («Мег воняет!») — девятнадцатая серия двенадцатого сезона мультсериала «Гриффины». Премьерный показ состоялся 4 мая 2014 года на канале FOX.

## Сюжет
Мег, Питер и Лоис отправляются на школьную ярмарку, где Мег должна определиться с университетом. Директор школы говорит о том, что Мег вполне может поступить в Грин Маунтин Колледж в штате Вермонт. После небольшой драки с Лоис, где она и побеждает, Питер осознает, что именно ему придётся сопровождать Мег на собеседование.
Брайан никак не может найти тишину и покой в доме из-за шумных сожителей. В поисках вдохновения он выходит на задний двор, где его немедленно опрыскивает скунс. Брайан вбегает дом, крича о том, что ослеп, и сметая всё на своём пути. На семейном совете решено, что Брайану придётся пожить на улице, пока его запах не выветрится. Поначалу Брайану очень тяжело справиться с «дикой природой», но, поймав себе на обед птицу, он решает отныне жить именно на улице, а не в доме.
Мег с Питером едут в колледж и по дороге узнают много друг о друге. В конце концов, вместе они остаются на ночь на местную тусовку. Отныне Питер и Мег — лучшие друзья, вместе они много пакостят, издеваются над Лоис, которая, впрочем, не может остановить Мег. Наконец-то Питер нашёл общий язык со своей дочерью, Мег не слушает мать. Впрочем, совсем скоро ей надоедают шутки Питера, она решает поговорить со своим отцом.
Стьюи скучает без Брайана в доме, он твёрдо решает вернуть его, но Брайан категорически отказывается, говоря, что природа — вот его стихия. Однако, после раската грома Брайан немедленно оказывается в комнате Стьюи.
Мег говорит Питеру, что ей перенесли собеседование, которое они тогда вдвоем пропустили из-за вечеринки. Питеру не нравится, что Мег больше не хочет быть его лучшим другом. В слезах он признает, что его дочь растет. Садясь в машину, Мег говорит о том, что в конце концов смогла поступить в колледж.

## Рейтинги
- Рейтинг эпизода составил 2.2 среди возрастной группы 18-49 лет.
- Серию посмотрели порядка 4.4 миллиона человек.
- Эпизод стал самым просматриваемым в эту ночь Animation Domination на FOX, победив по количеству просмотров новые серии «Симпсонов», «Бургеры Боба» и «Американского Папаши!»[1]

## Критика
Эрик Тёрм из A.V. Club дал эпизоду оценку B, поясняя свой выбор: «Мег в этом сезоне много раз подвергалась унижениям и страданиям, особенно в эпизоде „Пригоршня для Мег“. (…) „Мег воняет!“ является неким улучшением с момента серии „Пригоршня для Мег“ почти во всех отношениях, по большей части, потому что этот эпизод напоминает мне серию „Дорога к Руперту“, где сюжетная линия Мег—Питер была на удивление отличной. Тем не менее, здесь нет той прекрасной сюжетной линии с Брайаном и Стьюи, поэтому эпизод получился плоским.»